# Arturo Alemparte
Arturo Alemparte Quiroga (Concepción, 19 de septiembre de 1878-Santiago, 3 de enero de 1944) fue un abogado, agricultor y político chileno, miembro del Partido Nacional. Se desempeñó como diputado, y ministro de Estado durante los gobiernos de los presidentes Juan Luis Sanfuentes, Emiliano Figueroa Larraín y Carlos Ibáñez del Campo.

## Familia y estudios
Nació en la ciudad chilena de Concepción el 19 de septiembre de 1878, hijo de Juan Alemparte Uribe y Clarisa Quiroga Navarrete. Realizó sus estudios primarios y secundarios en el Liceo de Concepción. Continuó los superiores en la Facultad de Derecho de la Universidad de Chile, titulándose como abogado el 18 de mayo de 1900, con la tesis Contribución al estudio de prisión preventiva y el régimen penitenciario de Chile.
Se casó con Elena Polhammer Borgoño, con quien tuvo dos hijas: Olga y María de la Luz. Olga se casó con el abogado Humberto Cruz Concha, quien fuera hijo del político liberal Enrique Cruz Guzmán y de Matilde Concha Fernández (hermana del agricultor Dionisio Concha Fernández, diputado entre 1937 y 1941); y María, con el abogado Jorge Prat Echaurren, quien fuera presidente del Banco del Estado y ministro de Hacienda durante el segundo gobierno del presidente Carlos Ibáñez del Campo.

## Carrera profesional
Se dedicó a ejercer su profesión en Valparaíso, y fue además agricultor, explotando sus propiedades en la comuna de Angol. También, actuó como profesor de historia y geografía en la Escuela Naval y docente de Código Civil en el Curso de Leyes de Valparaíso.

## Carrera política

### Diputado
En el ámbito político, militó en las filas del Partido Nacional o monttvarista. En las elecciones parlamentarias de 1915, postuló como candidato a diputado por Angol y Traiguén, resultando electo para el período legislativo 1915-1918, y obteniendo la reelección en las parlamentarias de 1918, correspondiente al periodo 1918-1921. En ambas ocasiones integró la Comisión de Legislación y Justicia y la de Instrucción Pública. Asimismo, participó en comisiones que adelantaron los estudios referentes a la Ley de Instrucción Primaria Obligatoria (LEPO), y además, presentó en la Cámara de Diputados un proyecto para hacer efectiva la responsabilidad de los parlamentarios que delinquen.

### Ministro de Estado

#### Justicia e Instrucción Pública
De forma paralela, el 12 de octubre de 1917, fue nombrado por el presidente Juan Luis Sanfuentes como titular del Ministerio de Justicia e Instrucción Pública, cargo que dejó el 18 de enero de 1918. En el ejercicio del puesto, dio gran impulso el proyecto de reorganización de los tribunales y las reformas del Código de Procedimiento Civil. Seguidamente, en ese último año, fue miembro de la embajada enviada a Argentina con motivo del centenario de la batalla de Maipú.

#### Agricultura, Industria y Colonización
Más adelante, el 17 de octubre de 1924, en el marco de la administración provisional del presidente de la Junta de Gobierno, general de división Luis Altamirano Talavera, mediante el decreto con fuerza de ley n° 43, fue creado el Ministerio de Agricultura, Industria y Colonización, siendo nombrado como primer titular de la nueva repartición gubernamental. Fue removido del cargo por el presidente de otra Junta de Gobierno, general de división Pedro Pablo Dartnell, el 23 de enero de 1925, asumiendo en su reemplazo el subsecretario Marcial Astaburuaga, en calidad de interino. Al año siguiente, el 20 de noviembre de 1926, fue nombrado nuevamente, por el presidente liberal Emiliano Figueroa Larraín como ministro de Agricultura, Industria y Colonización; continuando en el cargo bajo la vicepresidencia y seguida presidencia de Carlos Ibáñez del Campo, el 7 de abril y 21 de julio de 1927, respectivamente. Renunció al mando del ministerio el 31 de agosto de ese año, siendo reemplazado, en calidad de subrogante, por el ministro Higiene, Asistencia Previsión Social y Trabajo, José Santos Salas. En su gestión ministerial realizó obras de gran trascendencia como la reglamentación de la ley sobre guías de libre tránsito para eliminar el cuatrerismo en todo el país (octubre 1924); auxilio a los agricultores en épocas de crisis; abaratamiento de los abonos y facilidad para adquirirlos; impulso a las obras de regadío y otras.

### Diplomático y últimos años
Con posteridad, en 1928, fue nombrado por el presidente Carlos Ibáñez del Campo como embajador extraordinario y ministro Plenipotenciario de Chile en Alemania y Holanda. Entre el 20 de marzo de ese año y el 4 de mayo de 1931, volvió a desempeñar la misma misión diplomática, pero en Francia y Bélgica.
Entre otras actividades, fue socio consejero de la Sociedad Nacional de Agricultura (SNA), socio del Club de La Unión y del Club de Valparaíso, y miembro fundador del Centro de Abogados de Concepción. Falleció en Santiago de Chile el 3 de enero de 1944, a 65 años.